# Junte constitutionnelle portugaise de 1915
La Junte constitutionnelle portugaise de 1915 était un gouvernement provisoire formé après le coup d'État du 14 mai 1915 au Portugal, qui renversa le gouvernement du général José Joaquim Pereira Pimenta de Castro. Elle ne s'est maintenue que 3 jours, jusqu'au 17 mai, remplacée par la présidence du ministère de José de Castro. Le but du coup d'État était de forcer la participation du Portugal dans la Première Guerre mondiale, ce qui a été atteint.

## Composition
La junte constitutionnelle était composée de :
- Maria José Mendes Norton de Matos;
- António Maria da Silva;
- José de Freitas Ribeiro;
- Alfredo de Sá Cardoso;
- Álvaro Xavier de Castro.